# Nuoto ai XVI Giochi del Mediterraneo - 50 metri stile libero femminili

## Record
Prima di questa competizione, il record del mondo (WR) e il record dei Giochi del Mediterraneo (GR) erano i seguenti:
|    | 23"96 | Marleen Veldhuis Paesi Bassi | 19 aprile 2009 Amsterdam, Paesi Bassi |
| GR | 25"40 | Cristina Chiuso Italia       | 25 giugno 2005 Almería, Spagna        |

Durante l'evento sono stati migliorati i seguenti record:
| Data      | Evento      | Atleta        | Nazione | Tempo | Record |
| --------- | ----------- | ------------- | ------- | ----- | ------ |
| 28 giugno | 3ª batteria | Malia Metella | Francia | 25"26 | GR     |

## Batterie
Domenica 28 giugno, ore 10:20 CEST.
Si sono svolte 3 batterie di qualificazione. Le prime 8 atlete si sono qualificate direttamente per la finale. Laura Letrari non si è qualificata per la finale, in quanto il numero massimo di atleti per nazione è pari a due. Pertanto, le none classificate a pari merito hanno disputato lo spareggio.
| #  | Batteria | Corsia | Atleta                      | Nazionalità | Tempo | Note  |
| -- | -------- | ------ | --------------------------- | ----------- | ----- | ----- |
| 1  | 3        | 4      | Malia Metella               | Francia     | 25"26 | Q, GR |
| 2  | 1        | 8      | Laura Letrari               | Italia      | 25"54 |       |
| 3  | 1        | 5      | Martha Matsa                | Grecia      | 25"58 | Q     |
| 4  | 3        | 3      | Gigliola Tecchio            | Italia      | 25"79 | Q     |
| 5  | 2        | 4      | Cristina Chiuso             | Italia      | 25"82 | Q     |
| 6  | 3        | 6      | Theodora Drakou             | Grecia      | 25"90 | Q     |
| 7  | 2        | 3      | Miroslava Najdanovski       | Serbia      | 25"91 | Q     |
| 8  | 2        | 5      | Araceli Herraez De La Calle | Spagna      | 25"93 | Q     |
| 9  | 1        | 4      | Hanna Shcherba-Lorgeril     | Francia     | 26"09 | s     |
| 9  | 3        | 2      | Nina Drolc                  | Slovenia    | 26"09 | s     |
| 11 | 3        | 5      | Elodie Schmitt              | Francia     | 26"13 |       |
| 12 | 1        | 3      | Maria Fuster Martinez       | Spagna      | 26"16 |       |
| 13 | 2        | 6      | Monika Babok                | Croazia     | 26"35 |       |
| 14 | 1        | 6      | Nina Sovinek                | Slovenia    | 26"47 |       |
| 15 | 3        | 1      | Burcu Dolunay               | Turchia     | 26"75 |       |
| 16 | 1        | 7      | Rania Pavlou                | Cipro       | 26"78 |       |
| 17 | 2        | 2      | Mylene Lazare               | Francia     | 26"95 |       |
| 18 | 3        | 7      | Andjelka Petrovic           | Serbia      | 26"97 |       |
| 19 | 2        | 7      | Clelia Tini                 | San Marino  | 27"15 |       |
| 20 | 1        | 2      | Fella Bennaceur             | Algeria     | 27"21 |       |
| 21 | 1        | 1      | Zeineb Khalfallah           | Tunisia     | 27"37 |       |
| 22 | 2        | 1      | Gizem Cam                   | Turchia     | 28"22 |       |
| 23 | 3        | 8      | Laila Kamal Farhat          | Libia       | 30"50 |       |

### Spareggio
Domenica 28 giugno, ore 11:15 CEST.
| # | Corsia | Atleta                  | Nazionalità | Tempo | Note |
| - | ------ | ----------------------- | ----------- | ----- | ---- |
| 1 | 5      | Nina Drolc              | Slovenia    | 25"95 | Q    |
| 2 | 4      | Hanna Shcherba-Lorgeril | Francia     | 26"32 |      |

## Finale
Domenica 28 giugno, ore 18:02 CEST.
| Posizione | Corsia | Atleta                      | Paese    | Tempo | Note |
| --------- | ------ | --------------------------- | -------- | ----- | ---- |
|           | 4      | Malia Metella               | Francia  | 24"88 | GR   |
|           | 3      | Gigliola Tecchio            | Italia   | 25"56 |      |
|           | 6      | Cristina Chiuso             | Italia   | 25"56 |      |
| 4         | 5      | Martha Matsa                | Grecia   | 25"57 |      |
| 5         | 7      | Miroslava Najdanovski       | Serbia   | 25"64 |      |
| 6         | 2      | Theodora Drakou             | Grecia   | 25"70 |      |
| 7         | 1      | Araceli Herraez De La Calle | Spagna   | 25"83 |      |
| 8         | 8      | Nina Drolc                  | Slovenia | 26"08 |      |